# ارتشی از خودم
«ارتشی از خودم» (به انگلیسی: Army of Me) ترانه‌ای از موسیقی‌دان ایسلندی بیورک می‌باشد که در دومین آلبوم استودیویی وی تحت عنوان پست (۱۹۹۵) قرار دارد. این قطعه در ۲۴ آوریل سال ۱۹۹۵ از سوی وان لیتل ایندین به‌عنوان تک‌آهنگ اصلی آلبوم منتشر گردید. این ترانه با همکاری بیورک و گراهام مسی نوشته و تهیه شده‌است، گراهام در تهیه و ترانه‌سرایی بخش عمده‌ای از سومین آلبوم بیورک به وی کمک کرده‌است. متن ترانه از از رفتارهای آسیب‌رسان برادر بیورک الهام گرفته شده و در آن بیورک به او می‌گوید که برای بازپس‌گیری کنترل زندگی‌اش باید برخیزد. این اثر با استقبال خوبی از سوی منتقدان موسیقی روبرو شد، که بر تاریکی ملموس آن در مقایسه با دیگر آثار بیورک تأکید داشتند. «ارتشی از خودم» موفقیت تجاری قابل‌توجهی داشت و اولین تک‌آهنگ او بود که به ده آهنگ برتر جدول تک‌آهنگ‌های بریتانیا راه یافت.

## آهنگسازی
«ارتشی از خودم» ترانه‌ای تهاجمی در سبک اینداستریال راک و تریپ هاپ می‌باشد که که عناصری از تکنو نیز در آن به چشم می‌خورد، این ترانه با خط باس سنگین در گام C مد لوکرین شکل گرفته و بخش درام آن نیز از ترانهٔ «وقتی سیل‌بند بشکند» اثر لد زپلین نمونه‌برداری شده است. میم اودوویچ این قطعه را نوعی «ترکیب خُردکننده‌ای از تکنو» توصیف کرده‌است.
به گفتهٔ خود بیورک، متن ترانه دربارهٔ برادرش است؛ او را تشویق می‌کند تا برخیزد، کاری پیدا کند، و مسیر زندگی‌اش را ادامه دهد. همچنین به او هشدار می‌دهد که درگیر کارهای خطرناک نشود و از خود دفاع کند: «در واقع این ترانه برای یکی از بستگان من نوشته شده که مدتی دچار مشکلات و بی‌نظمی‌هایی بود. خودم هم دقیق نمی‌دانم چرا این را نوشتم. شاید احساس می‌کردم که آلبوم دبیو خیلی مؤدبانه و خجالتی بود — بخشی از وجودم بسیار خجالتی و تازه‌کار بود، از این‌که همه آن را دوست داشتند احساس خوشحالی می‌کردم، اما در عین حال کمی سردرگم هم بودم چون آن نسخهٔ واقعی من نبود. شاید 'ارتشی از خودم' تلاشی برای برقراری تعادل بوده باشد.» وی در بخش کورس اینگونه می‌خواند: «و اگر یک بار دیگر شکایت کنی/با ارتشی از خودم روبرو می‌شی!»